# Rob Bordson
Rob Bordson, född 9 juni 1988 i Duluth, Minnesota, är en amerikansk ishockeyspelare som spelar för HPK i Liiga. 
Bordson missade hela säsongen 2018/19 på grund av en skada.